# Chiropetalum tricoccum
Chiropetalum tricoccum là một loài thực vật có hoa trong họ Đại kích. Loài này được (Vell.) Chodat & Hassl. mô tả khoa học đầu tiên năm 1905.